# Dr Wilmar Švabe
Dr Wilmar Švabe, kratko Švabe, matično je društvo privrednog društva Švabe, takođe u Nemačkoj poznat kao „Koncern Švabe“, koji se sastoji od 93 preduzeća širom sveta sa 3.600 zaposlenih, uključujući 1.405 u Nemačkoj, uključujući oko 700 u matičnom odnosno glavnom preduzeću (Stanje: 31. decembar 2016.).
Temelj privrednog društva je zdravstena i farmaceutska industrija koja se posvećuje lekovitim biljkama i homeopatijom odnosno lekovima lekovitog biljnog i homeopatskog porekla, ishranih dodataka lekovitog biljnog porekla i dodatne usluge za ukupnu zdravstvenu zaštitu i samopomoći, kao što su telovežbe za dušovno i telesno zdravlje.
U naučnom istraživanju, razvoju i proizvodnji lekovitih biljnih lekova, homeopatskih lekova i ishranih dodataka lekovitog biljnog porekla Švabe zauzima vodeću poziciju u svetu te se stoga nazivaju u Nemačkoj Phytokonzern („Fito- ili Biljni konzern“). U 2016. Švabe ostvara prihod od oko 900 miliona evra. Na području lekovitih biljnih lekova i ishranih dodataka lekovitog biljnog porekla prihod je iznosio 740 miliona evra, izvozni i inostrani deo je bio 75 posto. Istraživni trud je iznosio 32 milion evra. Istraživanje se posvećuje posebnim izvadaka lekovitog biljnog porekla.
Osnovan 1866. u Lajpcigu, Švabe je jedna od najstarijih farmaceutskih preduzeća u Evropi. U 1946. preselio je svoje sjedište u Karlsruhe. U 1980-ih i 1990-ih godina Švabe se razvija u svetsko preduzeće. U porodicnom vlasništvu je u petom kolenu i pripada medju najtradicionalnih farmaceutskih preduzeća u Nemačkoj.

## Spoljašnje veze
- Званични веб-сајт